# Ігри в Стародавньому Римі
Ludi pubblici – публічні ігри, які проводилися в Стародавньому Римі у формі розваг для населення або на благо римського народу.  Ігри часто влаштовували з нагоди релігійних свят або навіть становили один з їхніх головних аспектів. У імперський період, зокрема, ігри стали вважатися важливою частиною імператорського культу. 

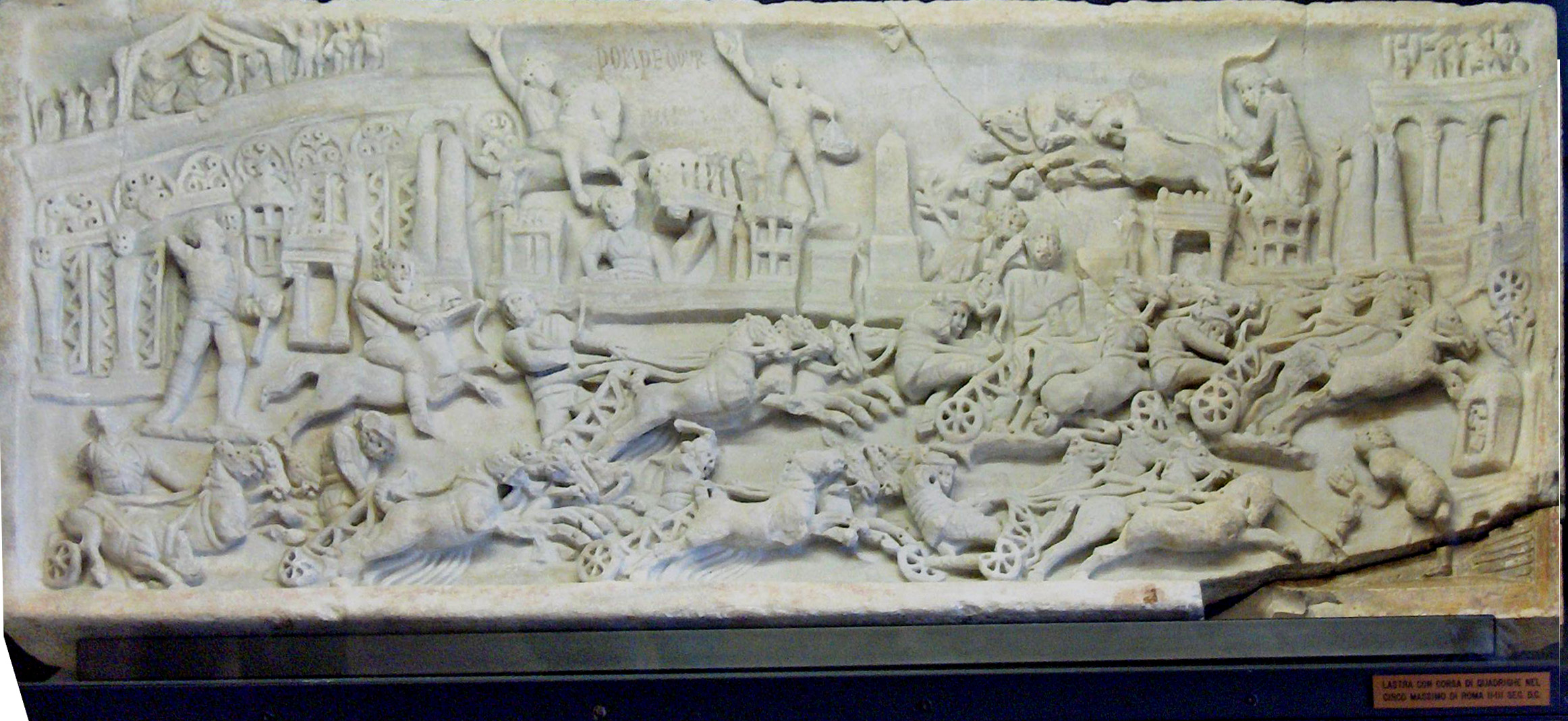
Рельєф 2-го століття. Перегони колісниць. Один із видів ludi publici

Дні, в які проводилися ігри, були святковими днями, у які працювати не дозволялося. Як зазначалося: «Чудово, враховуючи, що в імперську епоху можна було провести на цих розвагах більше ніж 135 дні протягом року».
Форма однини ludus , що означає «гра, спорт», має декілька значень на латині. Множина використовується для «ігор» у сенсі, аналогічному грецьким ігровим фестивалям, таким як Панеллінські ігри. 

## Характеристика
Вчений Ісидор Севільський поділяє форми ігор на атлетичні, циркові, гладіаторські та сценічні. Першими іграми були скачки, що проводилися в цирках (ludi circenses).

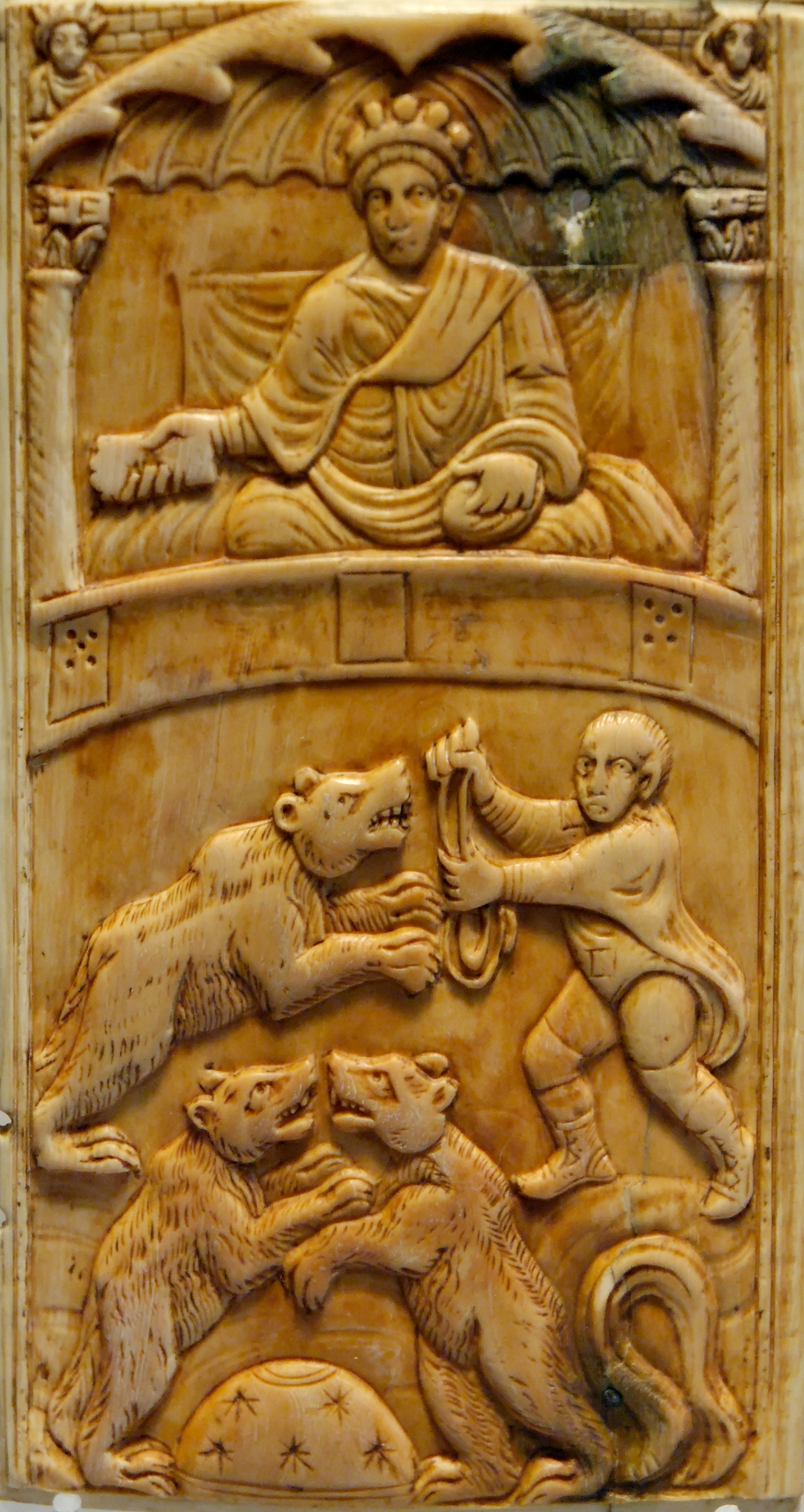
Частина диптиху зі слонової кістки. Ігри: ведмежий бій. Музей Лувр.

Жан-Поль Тюйє виразився: «У певному сенсі Рим є [...] дочкою циркових ігор, тих гонок колісниць, без яких він не міг би існувати». Пізніше до фестивалів увійшли шоу з дикими тваринами (venationes) та театральні вистави (ludi scaenici). Також у програмі були бокс та біг.
Організатором ігор є виконувач обов’язків магістрату, мер або консул. Крім офіційних ігор існували і неофіційні, а саме безкоштовні ігри. Будь-хто міг організовувати і вкладати кошти ігри, це меценати, люди з економічною владою, які прагнуть заслужити прихильність населення, оплачуючи витрати на щось публічне (організація ігор, будівництво акведука, лазні, громадські облаштування...) з власної кишені та з власної волі, з прихованим мотивом популярності. Це робиться з деякими обмеженнями: безкоштовні ігри не можуть бути більш видовищними і тривати довше, ніж офіційні. Усі вони мають конкретне місце, і найпростішими для проведення є ludi scaenici, які відбуваються в театрі. Не настільки поширений був амфітеатр, в ньому проводяться венації. Цирк і амфітеатр будуть зарезервовані для місць з високою політико-адміністративною метою. Циркові ігри також були способом демонстрації сили, залежно від того, хто вийшов на арену.
Римський поет, Ювенал, говорив, що, щоб задовольнити населення, імператори, головним чином, пропонували panem et circenses (хліб і цирк).  Хоч їхня розважальна цінність могла затьмарити релігійні настрої в будь-який момент, навіть у пізній античності ці ігри вважалися частиною поклоніння традиційним богам, і отці церкви, таким чином, радили християнам не брати участь у святах.

## Релігійні та політичні зв’язки
Починаючи з самого початку, ігри використовувались для приношення обітниці (ludi votivi), а саме щоб відсвяткувати виконання обіцянки, даної божеству, чию прихильність хотіли здобути. У 366 році до Р. Х. римські ігри у формі гонки на колісницях, як спосіб вшанування богів Марса і Консо, стали першими, які були введені в релігійний календар як щорічна подія, спонсорована державою. Іграм на арені передував парад (pomp circensis), на якому були присутні учасники змагань, молоді нащадки римської знаті на конях, озброєні танцюристи, музиканти, хор сатирів та зображення богів. Ці ігри часто пов’язували з тріумфами. Перше venatio(полювання на диких звірів), було представлене в 186 р. до Р. Х.  Марко Фульвіо Нобіліоре як частину його ludi votivi, за що він заплатив здобиччю, виставленою під час свого тріумфу.

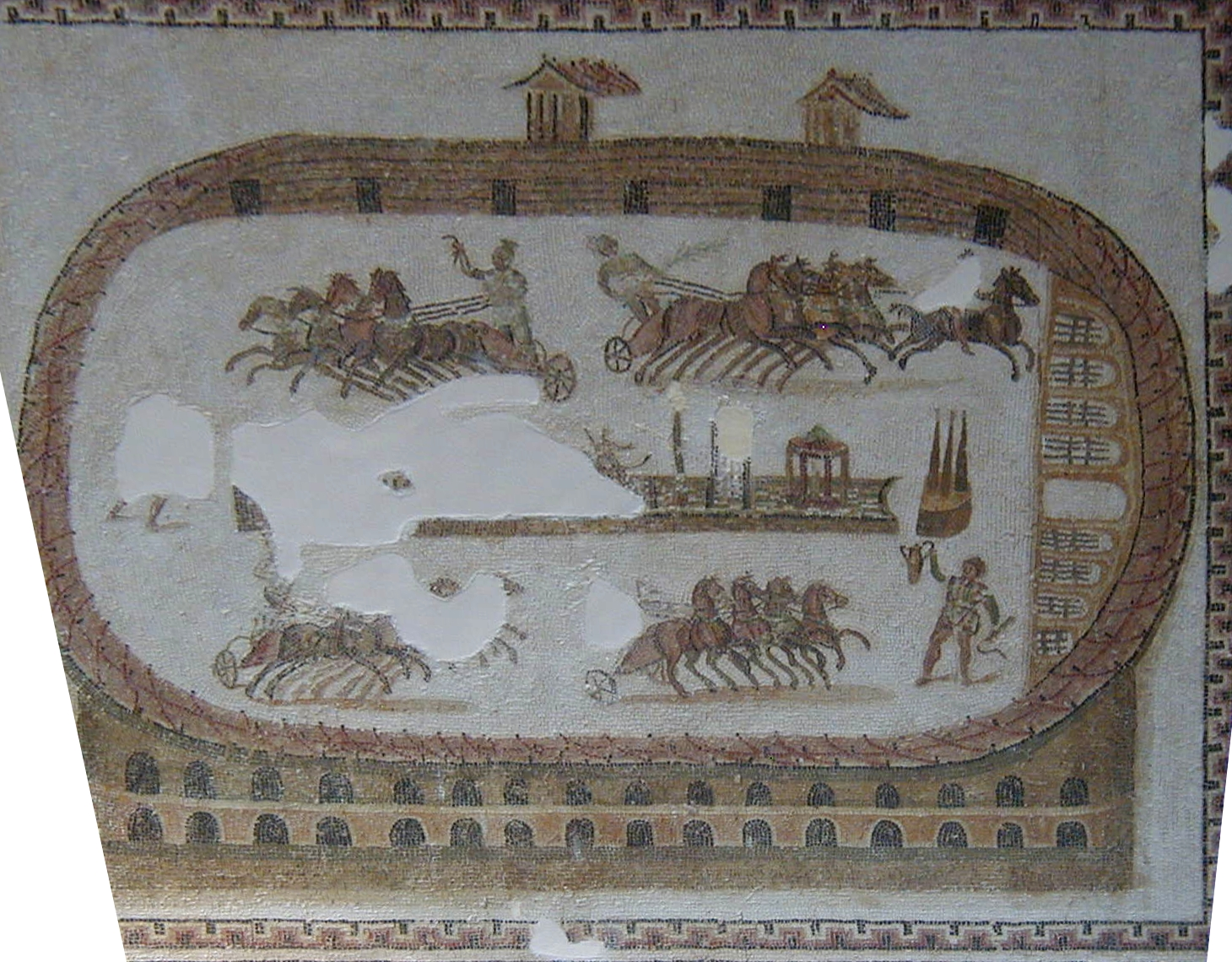
Перегони колісниць у цирку Картаго. Національний музей Бардо, Туніс.

Як згадувалося раніше, деякі знатні особи для покращення свого соціального статусу могли використовувати свої грошові ресурси на благо суспільства, проводячи релігійні свята та видовищні ігри. Так, після вбивства Юлія Цезаря в 44 р. до Р. Х., Марк Брут зрозумів, що для людей він зовсім не визволитель, а справжній вбивця народного поборника. Саме тому, він вирішив стати спонсором Ludi Apollinares, які проводилися щорічно 6–13 липня. Спадкоємець Цезаря Октавіан відразу ж випередив його з Ludi Victoriae Caesaris, «іграми на честь перемоги Цезаря», які проходили 20–28 липня разом із фестивалем на честь Венери Гентрикс , божества-покровителя Цезаря. Саме під час проведення цих ігор, які також служили похоронними іграми, з’явилася знаменита комета, яка сповістила про оновлений божественний статус Цезаря. Октавіан визнав цінність цих урочистостей для об’єднання людей, і згодом, аналогічно Августу він запровадив нові ігри в рамках своєї програми релігійних реформ, публічних видовищ і розваг.

## Список ігор

### Найважливіші з ludi publici
- Ігри Мегаленсес ( Ludi Megalenses ), які проводяться між 4 і 10 квітня, створені в 204 році до Р.Х. на честь Великої матері для фестивалю Мегалезії.

- Ігри з зернових культур ( Ludi Ceriales ), які проводяться між 12 і 19 квітня, створені в 202 році до Р.Х. для фестивалю Cerealia , 12 квітня.

- Квіткові ігри ( Ludi Florales ), створені в період з 28 квітня по 3 травня, створені в 173 році до Р.Х. на честь богині Флори , що відбуваються разом з фестивалем Florália 1 травня.

- Аполлінарські ігри ( Ludi Apollinares ), між 6-13 липня, створені в 122 році до н.е. на честь Аполлона.

- Ігри Перемоги Цезаря ( Ludi Victoriae Caesaris ), 20-30 липня, створені в 46 році до Р.Х. Юлієм Цезарем.

- Римські ігри ( Ludi Romani ), між 4 і 19 вересня (12 і 15 вересня в 4 столітті нашої ери ), створені за деякими легендами в 6 столітті до Р.Х. на честь Юпітера.

- Августальні ігри ( Ludi Augustales ), які проводяться між 3 і 12 жовтня, створені в 14 році нашої ери після смерті Августа і засновані на фестивалі Августалія.

- Плебейські ігри ( Ludi Plebeii ), спочатку 13 листопада, а пізніше продовжені до 4–17 листопада, створені в 216 р. до Р.Х.